# Poddębce (rejon postawski)
Poddębce – dawna wieś. Tereny, na których była położona, leżą obecnie na Białorusi, w obwodzie witebskim, w rejonie postawskim, w sielsowiecie Kuropole.
Dawniej używana nazwa – Gołotylce.

## Historia
W czasach zaborów wieś w gminie Hoduciszki, w powiecie święciańskim, w guberni wileńskiej Imperium Rosyjskiego. W 1905 roku liczyła 133 mieszkańców, 167 dziesięcin.
W latach 1921–1945 wieś leżała w Polsce, w województwie wileńskim, w powiecie święciańskim, w gminie Hoduciszki.
W 1931 w 14 domach zamieszkiwały 64 osoby.